# John Heard
Pour les articles homonymes, voir Heard.
John Heard est un acteur américain, né le 7 mars 1946 à Washington et mort le 21 juillet 2017 à Palo Alto,.

## Biographie

### Jeunesse & formation
John Matthew Heard Jr., est né le 7 mars 1946 à Washington.
Il est diplômé de l'université Clark.
Il a remporté un Theatre World Award en 1977.

### Vie privée
Il a été marié à Margot Kidder de 1979 à 1980.
Il a également vécu avec l'actrice Melissa Leo de 1985 à 1987, avec qui il a eu un fils, John Matthew Heard, né en 1987.
De 1988 à 1996, il fut marié à Sharon Heard, avec qui il a deux enfants, Max (1994 - 2016) et Annika.
Il se remarie une troisième fois en 2010 avec Lana Pritchard, mais le mariage ne dure que quelques mois.

### Mort
John Heard meurt le 21 juillet 2017 à l'âge de 71 ans d'une crise cardiaque. Il est retrouvé mort par le personnel d'un hôtel de Palo Alto en Californie. Il y séjournait pour convalescence après une opération du dos à l'hôpital universitaire de Stanford. Sa mort est confirmée par le Santa Clara County Medical Examiner's office.

## Filmographie

### Cinéma

#### Longs métrages
- 1977 : Between the Lines de Joan Micklin Silver : Harry Lucas
- 1977 : First Love de Joan Darling : David
- 1978 : QHS (On the Yard) de Raphael D. Silver : Juleson
- 1978 : Rush It de Gary Youngman : Byron
- 1979 : Head Over Heels de Joan Micklin Silver : Charles
- 1980 : Les Premiers Beatniks (Heart Beat) de Joan Micklin Silver : Jack Kerouac
- 1981 : La Blessure (Cutter's Way) d'Ivan Passer : Alex Cutter
- 1982 : La Féline (Cat People) de Paul Schrader : Oliver Yates
- 1984 : CHUD de Douglas Cheek : George Cooper
- 1984 : Violated de Richard Cannistraro : Skipper
- 1984 : Best Revenge de John Trent (en) : Charlie
- 1985 : Tutti Frutti (Heaven Help Us) de Michael Dinner : Brother Timothy
- 1985 : After Hours de Martin Scorsese : Thomas 'Tom' Schorr
- 1985 : Mémoires du Texas (The Trip to Bountiful) de Peter Masterson : Ludie Watts
- 1985 : Too Scared to Scream de Tony Lo Bianco : Sid
- 1988 : Milagro (The Milagro Beanfield War) de Robert Redford : Charlie Bloom
- 1988 : La Septième Prophétie (The Seventh Sign) de Carl Schultz : Révérend
- 1988 : Big de Penny Marshall : Paul
- 1988 : La Main droite du diable (Betrayed) de Costa-Gavras : Michael 'Mike' Carnes
- 1988 : Au fil de la vie (Beaches) de Garry Marshall : John Pierce
- 1988 : Allo, je craque (The Telephone) de Rip Torn : l'homme au téléphone
- 1989 : Opération Crépuscule (The Package) d'Andrew Davis : colonel Glen Whitacre
- 1990 : Maman, j'ai raté l'avion ! (Home Alone) de Chris Columbus : Peter McCallister
- 1990 : L'Éveil (Awakenings) de Penny Marshall : Dr Kaufman
- 1990 : Mindwalk de Bernt Amadeus Capra : Thomas Harriman
- 1990 : The End of Innocence de Dyan Cannon : Dean
- 1991 : Rambling Rose de Martha Coolidge : Willcox Hillyer
- 1991 : Trahie (Deceived) de Damian Harris : Jack Saunders
- 1992 : Le Rêve de Bobby (Radio Flyer) de Richard Donner : Daugherty
- 1992 : Gladiateurs (Gladiator) de Rowdy Herrington : John Riley
- 1992 : Waterland de Stephen Gyllenhaal : Lewis Scott
- 1992 : Maman, j'ai encore raté l'avion ! (Home Alone 2 : Lost in New York) de Chris Columbus : Peter McCallister
- 1992 : Me and Veronica de Don Scardino : Frankie
- 1993 : Dans la ligne de mire (In the Line of Fire) de Wolfgang Petersen : Professeur Riger
- 1993 : L'Affaire Pélican (The Pelican Brief) d'Alan J. Pakula : L'agent du FBI Gavin Vereek
- 1996 : Le Poids du déshonneur (Before and After) de Barbet Schroeder : Wendell Bye
- 1996 : Président ? Vous avez dit président ? (My Fellow Americans) de Peter Segal : vice-président Ted Matthews
- 1997 : Men de Zoe Clarke-Williams : George Babbington
- 1997 : 187 code meurtre (One Eight Seven) de Kevin Reynolds : Dave Childress
- 1997 : Pouvoir absolu (Executive Power) de David L. Corley : Cyrus Walker
- 1997 : Silent Cradle de Paul Ziller : Dr Brittain
- 1998 : Snake Eyes de Brian De Palma : Gilbert Powell
- 1998 : Desert Blue de Morgan J. Freeman : Professeur Lance Davidson
- 1999 : Freak Weather de Mary Kuryla : David
- 1999 : Fish Out of Water de Geoffrey Edwards : Gregor
- 2000 : Animal Factory de Steve Buscemi : James Decker
- 2000 : Pollock d'Ed Harris : Tony Smith
- 2000 : The Photographer de Jeremy Stein : Marcello
- 2001 : Othello 2003 (O) de Tim Blake Nelson : Dean Bob Brable
- 2001 : Dying On the Edge de William R. Greenblatt : John Fuller
- 2001 : The Boys of Sunset Ridge de Doug McKeon : John Burroughs
- 2001 : Le pacte secret (The Secret Pact) de Rodney Gibbons : Jerome Carver
- 2004 : FBI : Fausses blondes infiltrées (White Chicks) de Keenen Ivory Wayans : Warren Vandergeld
- 2004 : Under the City d'Adam Golomb : Scova
- 2004 : Mind the Gap d'Eric Schaeffer : Henry Richards
- 2004 : My Tiny Universe de Lucy Phillips et Glen Scantlebury : le producteur / Bobby
- 2005 : The Chumscrubber (Génération RX, titre DVD) d'Arie Posin : Officier Lou Bratley
- 2005 : Edison de David J. Burke : Tilman
- 2005 : The Deal d'Harvey Kahn : Professeur Roseman
- 2005 : Tracks de Peter Wade : Le directeur de la prison
- 2006 : Dead Lenny de Serge Rodnunsky : Dr Robert Hooker
- 2005 : Sweet Land d'Ali Selim : Ministre Sorrensen
- 2006 : Coast Guards (The Guardian) d'Andrew Davis : Capitaine Frank Larson
- 2006 : Gamers de Christopher Folino : Le père de Gordon
- 2007 : Brothers Three: An American Gothic de Paul Kampf : Le père
- 2012 : A Perfect Ending de Nicole Conn : Mason Westridge
- 2012 : Would You Rather de David Guy Levy : Conway
- 2013 : Assaut sur Wall Street (Assault on Wall Street) d'Uwe Boll : Jeremy Stancroft
- 2013 : Players de Brad Furman : Harry Furst
- 2013 : Torn de Jeremiah Birnbaum : Détective Kalkowitz
- 2013 : Snake & Mongoose de Wayne Holloway : Wally Parks
- 2014 : Warren d'Alex Beh : Jack Cavanee
- 2014 : Animals de Collin Schiffli : Albert
- 2014 : Boys of Abu Ghraib de Luke Moran : Sam Farmer
- 2015 : Pacte sur le campus (The Murder Pact) de Colin Theys : John LaSalle
- 2015 : Boiling Pot d'Omar Ashmawey : Tim Davis
- 2016 : So B. It de Stephen Gyllenhaal : Thurman Hil
- 2016 : Is That a Gun in Your Pocket ? de Matt Cooper : Sheriff Parsons
- 2016 : After the Reality de David Anderson : Bob
- 2016 : Jimmy Vestvood : Amerikan Hero de Jonathan Kesselman : J.P Monroe
- 2017 : Déchaînés (Last Rampage : The Escape of Gary Tison) de Dwight H. Little : Blackwell
- 2017 : Searching for Fortune de Joseph Matarrese : Denton Sr.
- 2017 : Counting for Thunder de Phillip Irwin Cooper : Garrett Stalworth
- 2017 : Pray for Rain d'Alex Ranarivelo : Markus Gardner
- 2018 : The Tale de Jennifer Fox : William P. Allens
- 2018 : Living Among Us de Brian A. Metcalf : Andrew

#### Courts métrages
- 1999 : Jazz Night de Wallis Nicita : John Little
- 2002 : Researching Raymond Burke de Brian Jun : Raymond Burke
- 2002 : Fair Play de Joanie Wread : Owen
- 2017 : Graffiti de Brett Gursky : John
- 2018 : Buoyancy de Ryan Surratt : Frank

### Télévision

#### Séries télévisées
- 1979 : The Scarlet Letter : Arthur Dimmesdale
- 1984 : Aline et Cathy (Kate and Allie) : Max McArdle
- 1985 : Histoires de l'autre monde (Tales from the Dark Side) : Billy Malone
- 1985 : Alfred Hitchcock présente (Alfred Hitchcock Presents) : Bill Callahan
- 1985 : Tender Is the Night : Abe North
- 1986 : Deux flics à Miami (Miami Vice) : Laurence Thurmond
- 1987 : Equalizer (The Equalizer) : Ron Parrish
- 1987 : Out on a Limb : David Manning
- 1989 : Screen Two : Michael Johnson
- 1994 / 1999 : New York, police judiciaire (Law and Order) : Mitch Burke / Walter Grobman
- 1995 : Au-delà du réel : L'aventure continue (The Outer Limits) : Paul Stein
- 1995 - 1996 : Le Client (The Client) : Roy Foltrigg
- 1999 / 2004 : Les Soprano (The Soprano) : Détective Vin Makazian
- 2001 : New York, section criminelle (Law and Order : Criminal Intent) : Larry Wiegert
- 2002 : New York, unité spéciale (Law and Order : Special Victims Unit) : Peter Sipes
- 2002 : Le Justicier de l'ombre (Hack) : Paul "Webster" Ballinger
- 2002 : Les Anges du bonheur (Touched by an Angel) : Allen Lowry
- 2003 - 2005 : Les Experts Miami (CSI : Miami) : Kenwall "Duke" Duquesne
- 2004 - 2005 : Jack et Bobby (Jack and Bobby) : Dennis Morgenthal
- 2005 : Numbers : Peter Houseman
- 2005 - 2006 : Prison Break : Gouverneur Frank Tancredi
- 2006 : Battlestar Galactica : Commandant Barry Garner
- 2007 : Cavemen : Tripp
- 2007 / 2010 : Entourage : Richard Wimmer
- 2008 : Mon meilleur ennemi (My Own Worst Enemy) : Peter
- 2009 : The Beast : Dr Eli Blake
- 2009 : Southland : Ben Sherman Jr.
- 2010 : Gravity : B.C
- 2011 : The Chicago Code : Maire McGuinness
- 2013 : Perception : Evan Rickford, membre du Congrès
- 2013 : Tim and Eric's Bedtime Stories : L'avocat
- 2014 : Modern Familly : Gunther Thorpe
- 2014 : NCIS : Los Angeles : Michael Thomas
- 2014 : Les Experts (CSI : Crime Scene Investigation) : Roger Ridley
- 2014 : Person of Interest : Roger McCourt, membre du Congrès
- 2014 : Mistresses : Bruce Sappire
- 2015 : The Lizzie Borden Chronicles : William Almy
- 2016 : Elementary : Henry Watson
- 2017 : MacGyver : Arthur Ericson
- 2017 : APB : Alerte d'urgence (A.P.B.) : Joe
- 2017 : Outsiders : Le gouverneur du Kentucky

#### Téléfilms
- 1975 : Valley Forge de Fielder Cook : Mr. Harvie
- 1979 : The Scarlet Letter de Rick Hauser : Arthur Dimmesdale
- 1983 : Will There Really Be a Morning? de Fielder Cook : Clifford Odets
- 1983 : Legs de Jerrold Freedman : Dan
- 1985 : Tender Is the Night de Robert Knights : Abe North
- 1987 : Out on a Limb de Robert Butler : David Manning
- 1988 : Necessity de Michael Miller : Charlie
- 1989 : La Croix de feu (Cross of Fire) de Paul Wendkos : David 'D.C.' Stephenson
- 1990 : Blown Away de Paul Wendkos : Charlie
- 1992 : Dead Ahead : The Exxon Valdez Disaster de Paul Seed : Dan Lawn
- 1993 : À la recherche de mon fils (There Was a Little Boy) de Mimi Leder : Gregg
- 1994 : Une famille à l'épreuve (Spoils of War) de David Greene : Andrew
- 1994 : Un dimanche sur deux (Because Mommy Works) de Robert Markowitz : Ted Forman
- 2000 : Un meurtre parfait (Perfect Murder, Perfect Town : Jon Benét and the City of Boulder) de Lawrence Schiller : Larry Mason
- 2000 : The Wednesday Woman de Christopher Leitch : Bill Davidson
- 2001 : The Big Heist de Robert Markowitz : Richard Woods
- 2002 : Une double vie (The Pilot's Wife) de Robert Markowitz : Jack Lyons
- 2002 : Monday Night Mayhem d'Ernest R. Dickerson : Roone Arledge
- 2003 : La chute des héros (Word of Honor) de Robert Markowitz : Dr Steven Brandt
- 2005 : Les Ailes du chaos (Locusts) de David Jackson : Dr Peter Axelrod
- 2006 : Twenty Questions de Michael Engler : C. Collin Whitworth
- 2008 : Un été pour grandir (Generation Gap) de Bill L. Norton : Principal Stewart
- 2013 : Sharknado d'Anthony C. Ferrante : George
- 2015 : Absence et Conséquences (The Nurse) de Sam Irvin : Frank

## Voix françaises
- Richard Darbois dans :
  - After Hours
  - La Main droite du diable

- Edgar Givry dans :
  - Trahie
  - L'Affaire Pélican

- Bernard Lanneau dans :
  - Gladiateurs
  - FBI : Fausses blondes infiltrées

- Claude Rollet dans :
  - Maman, j'ai raté l'avion !
  - Maman, j'ai encore raté l'avion !

- Jean-Claude Robbe dans (les séries télévisées) :
  - Les Soprano
  - Prison Break

Et aussi
- Bernard Murat dans La Féline
- Jacques Frantz (*1947 - 2021) dans Au fil de la vie
- Jacques Feyel dans Big
- Bernard Tiphaine (*1938 - 2021) dans La Septième Prophétie
- Jean-Louis Faure (*1953 - 2022) dans Snake Eyes
- Michel Papineschi dans Milagro
- Hervé Bellon dans Opération Crépuscule
- Éric Legrand dans Tutti Frutti
- Jean-Luc Kayser dans L'Éveil
- Philippe Catoire dans Le Poids du déshonneur
- Bruno Carna (*1959 - 2012) dans Président ? Vous avez dit président ?
- Patrick Messe dans Génération Rx
- Bernard-Pierre Donnadieu (*1949 - 2010) dans Edison
- Gabriel Le Doze dans Coast Guards
- Hervé Colombel dans Les Experts : Miami
- Gérard Rouzier dans Sharknado
- Patrick Floersheim (*1944 - 2016) dans Players
- Bruno Bulté dans Les Boys d'Abou Ghraib (en)